# Amazonsaurus
Amazonsaurus maranhensis
Genre
Espèce
Amazonsaurus (« lézard de l'Amazone ») est un genre éteint de dinosaures sauropodes diplodocoïdes, apparenté à Diplodocus et rattaché à la famille des Rebbachisauridae. Il a vécu à la fin du Crétacé inférieur (Aptien à Albien), il y a environ entre 125 et 100,5 Ma (millions d'années) dans une région qui est maintenant l'Amérique du Sud.
C'était un grand quadrupède herbivore avec un long coup et une queue en forme de fouet. Contrairement aux autres diplodocoïdes qui figuraient parmi les plus grands animaux terrestres ayant existé, Amazonsaurus ne faisait pas plus de 12 mètres de long. Sa masse est estimée à 5 tonnes par Gregory S. Paul en 2010.

## Étymologie
Bien que d'autres dinosaures aient été retrouvés au Brésil, Amazonsaurus est le premier genre nommé d’après son territoire, le bassin de l'Amazone. Le nom générique est dérivé de la région de l'Amazonie brésilienne et du mot grec sauros (lézard). L’unique espèce, l'espèce type, Amazonsaurus maranhensis, est nommée d’après l'État brésilien du Maranhão. Le genre et l'espèce ont été nommés en 2003 par les paléontologues brésiliens Ismar de Souza Carvalho et Leonardo dos Santos Avilla, de même que leur collègue argentin, Leonardo Salgado.

## Anatomie
Les grandes épines neuronales sur les vertèbres de la queue identifient Amazonsaurus comme un sauropode diplodocoïde, mais la nature fragmentaire du seul spécimen rend en fait difficile de placer A. maranhensis plus particulièrement dans la famille des Diplodocidae. Cependant, quelques caractéristiques de ses vertèbres suggèrent qu’il s'agit peut-être d'un membre survivant d'une lignée de diplodocoïdes basaux.

## Inventaire des fossiles retrouvés
Les fossiles d'Amazonsaurus, incluant des vertèbres de la tête et de la queue, des côtes et des fragments de hanche étaient les seuls restes de dinosaures identifiables sur le site des fouilles à Maranhão, dans la partie amazonienne du Brésil.

## Biogéographie
Ce genre de diplodocoïde se trouvait dans plusieurs parties de l'Amérique du Sud et de l'Afrique du Nord au Crétacé inférieur, comme les sauropodes Titanosauridae, les théropodes Carcharodontosauridae et les Spinosauridae. À la fin du Crétacé, les diplodocoïdes avaient disparu alors que les titanosauriens proliféraient, les théropodes du début de la période ayant été remplacés par les Abelisauridae,,.